# Макридис, Билл
Уи́льям «Билл» Макри́дис (англ. William «Bill» Mackrides; 8 июля 1925, Филадельфия, Пенсильвания — 22 января 2019) — американский профессиональный футболист. Играл за команды НФЛ «Филадельфия Иглз», «Нью-Йорк Джайентс» и «Питтсбург Стилерз», а также за команду КФЛ «Гамильтон Тайгер-Кэтс» на позиции квотербека (1947—1953). Член Зала спортивной славы AHEPA (1978).

## Биография
Родился в греческой семье. Его отец был сапожником, занимался бизнесом на территории кампуса Пенсильванского университета. Билл заинтересовался футболом уже в детстве, посещая игры команды Пенсильванского университета.
Играл за команду Университета Невады в Рино, который окончил со степенью доктора философии в области психологии. Также получил степень магистра наук от Пенсильванского университета.
В годы Второй мировой войны служил в Корпусе морской пехоты США. Службу проходил в Японии (1945).
В 1959 году совместно с Бенедиктом Кореном основал детский дневной лагерь «Indian Springs» в Честер-Спрингсе (Пенсильвания).
Проживал в округе Делавэр (Пенсильвания).